# FK Minija (2017)
FK Minija (lit. Futbolo Klubas Minija) – litewski klub piłkarski, mający siedzibę w mieście Kretynga, w północno-zachodniej części kraju. Obecnie występuje w I lydze.

## Historia
Chronologia nazw:
- 2017: FK Minija

Klub piłkarski FK Minija został założony w miejscowości Kretynga w 2017 roku i jest kontynuatorem historii klubu FK Minija Kretynga, rozwiązanego w 2016 roku z powodu problemów finansowych. Od razu przystąpił do rozgrywek II lygi, gdzie zajął 3.miejsce w grupie Wschód. W następnym sezonie 2018 wygrał tę grupę i awansował do I lygi. W swoim pierwszym sezonie na drugim poziomie zajął ósmą lokatę.

## Barwy klubowe, strój
| Niebieski | Biały |

Klub ma barwy niebiesko-białe. Zawodnicy domowe spotkania zazwyczaj grają w białych koszulkach z pasiastymi liniami turkusowymi, w białych spodenkach i turkusowych getrach.

## Sukcesy

### Trofea międzynarodowe
Nie uczestniczył w rozgrywkach europejskich (stan na 31-05-2019).

### Trofea krajowe
| \| \| Zdobyte trofea w rozgrywkach Litwy (stan na: 31-12-2019) \| |                                                          |      |          |
| Rozgrywki                                                         | Osiągnięcie                                              | Razy | Sezon(y) |
| Mistrzostwo                                                       | I miejsce                                                | 0    |          |
| Mistrzostwo                                                       | II miejsce                                               | 0    |          |
| Mistrzostwo                                                       | III miejsce                                              | 0    |          |
| Puchar                                                            | zdobywca                                                 | 0    |          |
| Puchar                                                            | finalista                                                | 0    |          |
| Puchar                                                            | 1/8 finału                                               | 1    | 2019     |
| II liga                                                           | I miejsce                                                | 0    |          |
| II liga                                                           | II miejsce                                               | 0    |          |
| II liga                                                           | III miejsce                                              | 0    |          |
| II liga                                                           | 8.miejsce                                                | 1    | 2019     |
| Litwa                                                             | Zdobyte trofea w rozgrywkach Litwy (stan na: 31-12-2019) |      |          |

## Poszczególne sezony

### Rozgrywki krajowe
| \| Litwa \| Bilans występów klubu w rozgrywkach piłkarskich Litwy (Stan na 31 grudnia 2019 r.) \| \| |                                                                                    |        |       |    |   |    |    |    |     |           |        |        |      |
| Poziom                                                                                               | Rozgrywki                                                                          | Sezony | Mecze | Z  | R | P  | B+ | B– | Pkt | Lata      | Awanse | Spadki | Naj. |
| II                                                                                                   | I lyga                                                                             | 1      | 28    | 12 | 5 | 11 | 54 | 49 | 41  | od 2019   | 0      | 0      | 8    |
| III                                                                                                  | II lyga                                                                            | 2      |       |    |   |    |    |    |     | 2017–2018 | 1      | 0      | 1    |
| | Puchar Litwy                                                                       | 2      |       |    |   |    |    |    |     | od 2018   | 0      | 0      | 1/8  |
| Litwa                                                                                                | Bilans występów klubu w rozgrywkach piłkarskich Litwy (Stan na 31 grudnia 2019 r.) |        |       |    |   |    |    |    |     |           |        |        |      |

## Piłkarze, trenerzy, prezydenci i właściciele klubu

### Trenerzy
- 2017–14.05.2017:  Vaidas Liutikas
- 14.05.2017–2018:  Arvydas Balsevičius
- 2019–:  Valdas Trakys

### Prezydenci
- 2017–:  Vidas Burba

## Struktura klubu

### Stadion
Klub piłkarski rozgrywa swoje mecze domowe na stadionie Kretynga w Kretyndze, który może pomieścić 900 widzów.

### Inne sekcje
Klub prowadzi drużyny dla dzieci i młodzieży w każdym wieku.

## Kibice i rywalizacja z innymi klubami

### Rywalizacja
Największymi rywalami klubu są inne zespoły z miasta oraz okolic.

### Derby
- Atlantas Kłajpeda
- Banga Gorżdy
- FK Palanga